# Liste der Steinkreuze und Kreuzsteine im Landkreis Oberspreewald-Lausitz
Die Liste enthält die Steinkreuze und Kreuzsteine im Landkreis Oberspreewald-Lausitz.

## Legende
Die Liste ist teilweise sortierbar.
In der Spalte H ist die Höhe, in der Spalte B die Breite und in der Spalte S die Stärke des Steinkreuzes angegeben. Die übrigen Spaltennamen sind selbsterklärend gewählt. Größenangaben sind in Zentimetern angegeben.

## Steinkreuze und Kreuzsteine
| Ort               | Lage                                                                                 | Form | Material                              | Ausrichtung            | H   | B        | S      | Bemerkungen                                                                                             | Bild |
| ----------------- | ------------------------------------------------------------------------------------ | --- | ------------------------------------- | ---------------------- | --- | -------- | ------ | --- | ---- |
| Altdöbern         | Lage im Ort am Eingang des Gutshauses                                                | Schaft zur Mitte verjüngt                                                                                  | Gneis                                 | Ost-West               | 78  | 41       | 15     | |      |
| Buckow            | Lage südöstlicher Ortsausgang an der Straßengabelung Säritz – Calau                  | pilzförmig, Kopf fehlt, rechter Arm setzt tiefer als der Linke an                                          | Granit – rötlichgrau                  | Südost-Nordwest        | 63  | 62       | 24     | Einzeichnung auf Nordseite – senkrechter und horizontaler Strich; stellt möglicherweise ein Schwert dar |      |
| Calau             | Lage in der Anlage der Sparkasse                                                     | Kopf, Arme, Schaft zur Mitte verjüngt                                                                      | Sandstein                             | Ost-West               | 88  | 68       | 28     | ursprünglicher Standort außerhalb der Stadtmauer an Ostecke des alten Friedhofs vor Cottbuser Tor       |      |
| Frauendorf        | Lage Ortsmitte, westlich der Dorfstraße; neben dem Kriegerdenkmal                    | unsymmetrisch; südlicher Arm höher ansetzend, nur im Ansatz vorhanden; nördlicher Arm auf Boden aufliegend | Sandstein, quarzitisch                | Nord-Süd               | 60  | 84       | 30     | wurde beim Bau des Spritzenhauses umgesetzt                                                             |      |
| Großkmehlen       | Lage westlich des Schlosses, südlich der Friedhofsmauer                              | Schaft und Kopf zur Mitte verjüngt                                                                         | Sandstein, quarzitisch                | Ost-West               | 92  | 48       | 34 27  | vorher im Schloßhof                                                                                     |      |
| Grünewald         | Lage am Nordausgang des Ortes, östlich der Hohenbockaer Straße                       | Kopf, Arme, Schaft zur Mitte verjüngt                                                                      | Sandstein, grau mit Eisenverhärtungen | Ost-West               | 68  | 47       | 24     | Kopf abgeschlagen                                                                                       |      |
| Hosena            | im Ort                                                                               | Kopf, Arme, Schaft zur Mitte verjüngt                                                                      | Granit                                | Ost-West               | 110 | 72       | 28     | ursprünglich in Nähe der Schule                                                                         |      |
| Krimnitz          | Westrand des Ortes                                                                   | Kreuzstein, Steinplatte, Nordseite eingeschrägt                                                            | Granit – rötlich                      | Nordnordwest-Südsüdost | 72  | 55 50 72 | 20     | gleicharmiges Kreuz eingemeißelt (31 Zentimeter : 28 Zentimeter)                                        |      |
| Lauchhammer-Mitte | am Westausgang des Ortes                                                             | Kopf, Arme, Schaft zur Mitte verjüngt                                                                      | Granit                                | Nord-Süd               | 96  | 75       | 20     | Steinkreuz Lauchhammer-Mitte                                                                            |      |
| Lauchhammer-West  | vor Eingang zum Gutshof                                                              | – | –                                     | –                      | –   | –        | –      | verschollen 1929 war Stumpf vorhanden                                                                   |      |
| Lipten            | Lage nördlicher Ortsausgang                                                          | gleicharmig                                                                                                | Granit                                | Ost-West               | 65  | 52       | 18     | vorherige Standorte: Weggabelung Bronkow-Lipten und im Garten des Gutshauses                            |      |
| Ortrand           | Lage Westausgang des Ortes; Einmündung Forstgartenstraße in die Elsterwerdaer Straße | unsymmetrisch, längerer nördlicher Arm                                                                     | Sandstein                             | Nord-Süd               | 50  | 59       | 31 24  | am 14. Februar 1934 umgesetzt                                                                           |      |
| Ortrand           | nahe der Flurgrenze nach Sachsen                                                     | – | –                                     | –                      | –   | –        | –      | Säbel eingeritzt dessen Länge 106 Zentimeter Klinge 91 Zentimeter                                       |      |
| Ruhland           | Lage Dresdner Straße unweit der Einmündung Kreuzstraße                               | Kopf, Arme, Schaft zur Mitte verjüngt                                                                      | Granit                                | Nord-Süd               | 88  | 62       | 20     | Schaft gebrochen mit Manschette geklammert                                                              |      |
| Ruhland           | im Ort                                                                               | – | Sandstein, quarzitisch                | –                      | –   | –        | –      | nur als Fragment erhalten; stand ursprünglich am Nordwestausgang von Guteborn                           |      |
| Senftenberg       | Lage im Ort in der Mauer des alten Friedhofs                                         | Kopf, Arme, Schaft zur Mitte verjüngt                                                                      | Sandstein                             | Nordost-Südwest        | 54  | 73       | n.e.1) | in der Kreuzung Kreis mit Durchmesser 32 Zentimeter                                                     |      |
| Senftenberg       | –                                                                                    | Kopf, Arme wohl auch Schaft zur Mitte verjüngt                                                             | Granit                                | –                      | 40  | 34       | 20     | Fragment des Oberteils; Kopf und linker Arm erhalten im Kreismuseum Schwert mit rundem Knauf eingeritzt |      |

n.e.1) – nicht ermittelbar